# Magni und Modi
Magni und Modi (altnordisch Magni ok Móði „der Starke und der Zornige“ oder „Kraft und Mut“) sind in der nordischen Mythologie zwei Söhne des Gottes Thor und der Riesin Járnsaxa. Ihre Halbschwester ist Thrud. Als seine Söhne stellen Magni und Modi personifizierte Eigenschaften Thors dar.
Im Alter von 3 Nächten befreite Magni seinen Vater, der verwundet unter dem Bein des toten Riesen Hrungnir lag, nachdem die Asen zuvor daran gescheitert waren. Zum Dank erhielt Magni Gullfaxi „Goldmähne“, das prächtige Pferd des Riesen. In der Zeit nach der Ragnarök, in der erneuerten Welt, erben Magni und Modi Mjöllnir, den Hammer ihres Vaters Thor.  
Mit Magni og Móði wurden die beiden Vulkankegel benannt, die 2010 durch den Vulkanausbruch auf der isländischen Hochebene Fimmvörðuháls entstanden.